# Coleophora frischella
Coleophora frischella là một loài bướm đêm thuộc họ Coleophoridae. Loài này được tìm thấy ở hầu hết châu Âu, đôi khi xuất hiện ở Cận Đông.
Sải cánh dài 11.5–14.5 mm. Con trưởng thành bay từ tháng 5 đến tháng 6 và in tháng 8. Có hai lứa trưởng thành một năm.
Ấu trùng ăn hạt của các loài thực vật thuộc chi Cỏ ba lá.

## Hình ảnh

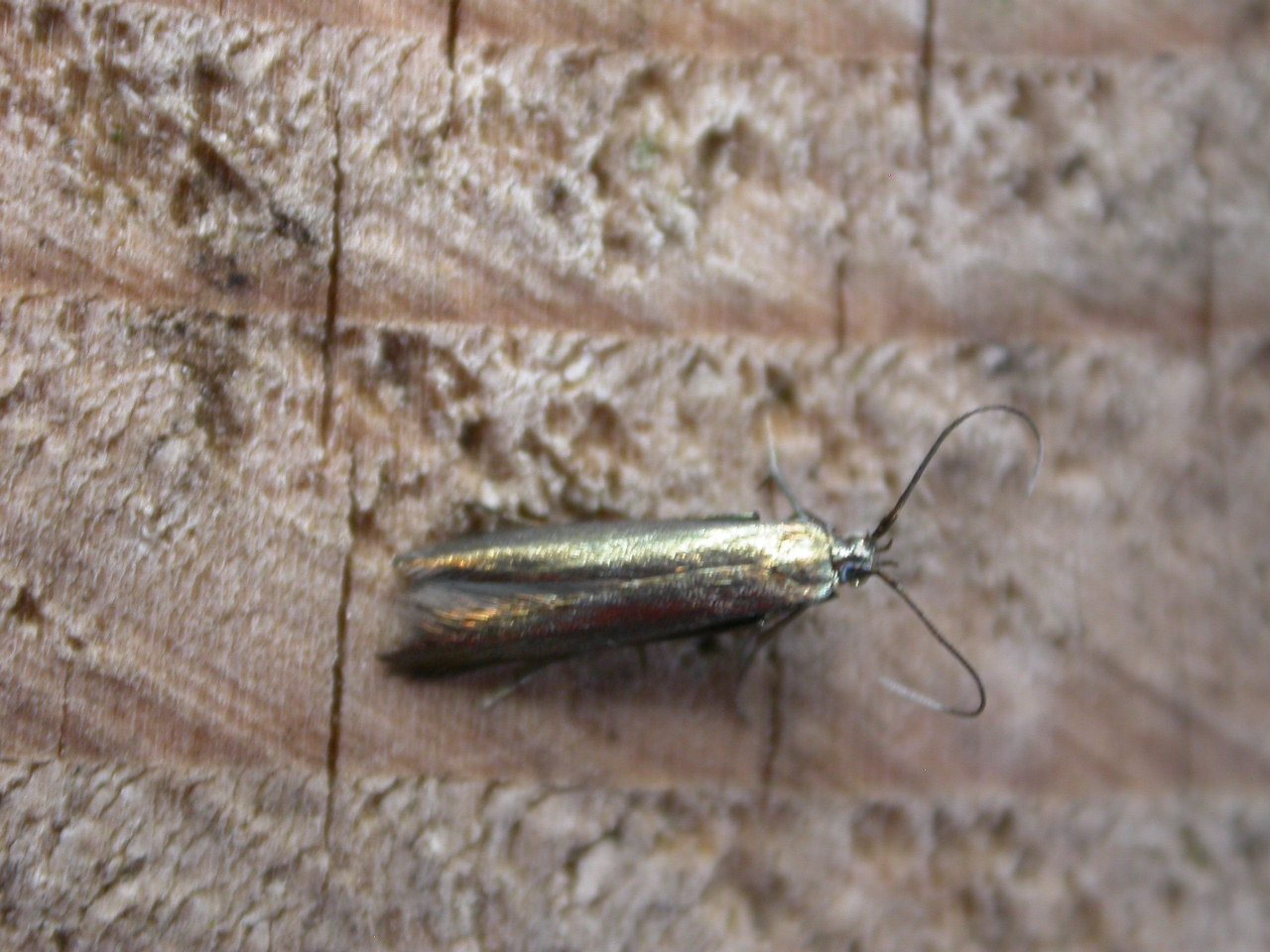
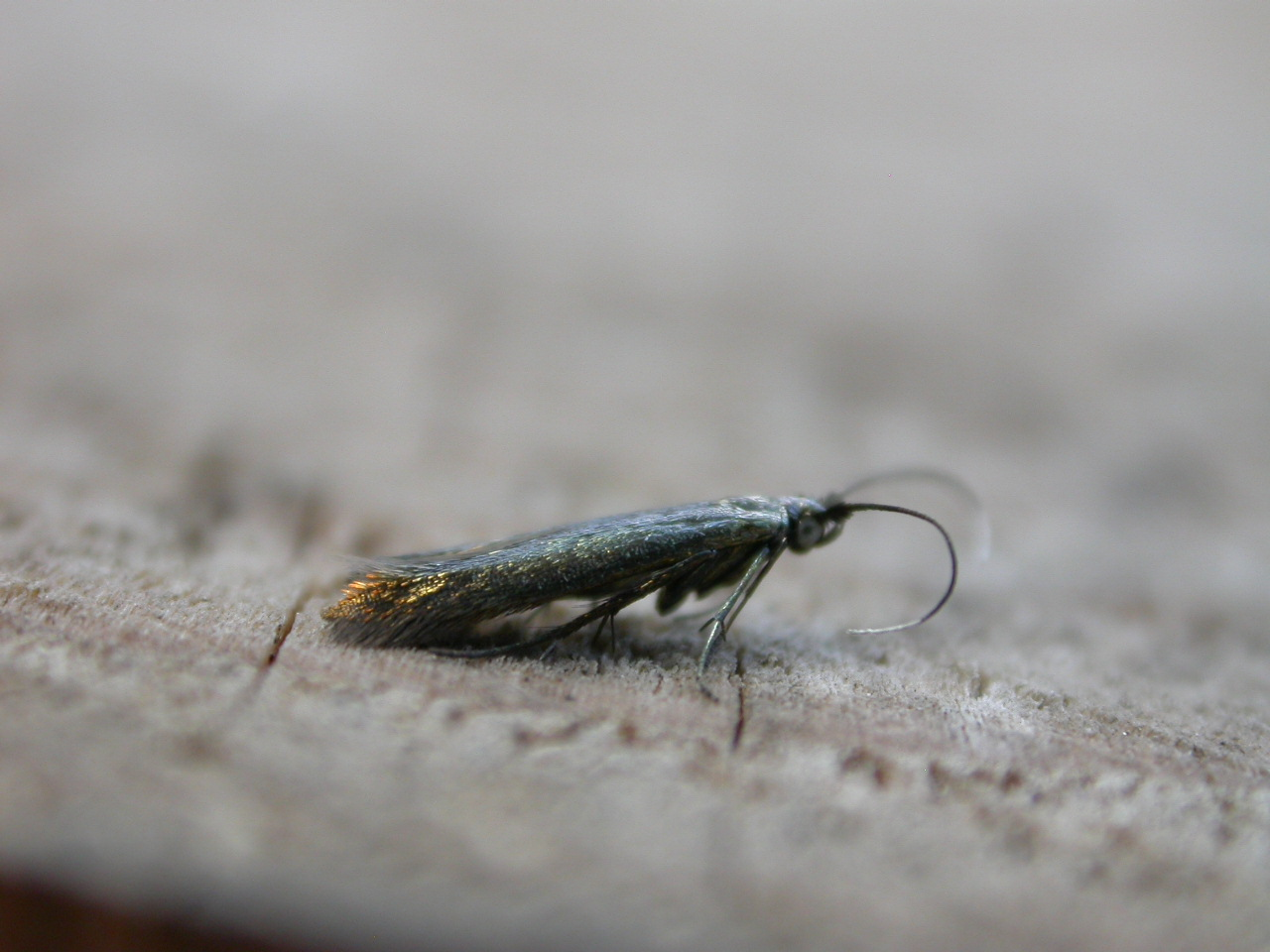